# جوسی تننو
جوسی تننو (به ژاپنی: 女性天皇 Josei Tennō)، یک عنوان ژاپنی است که به یک ملکه حاکم اشاره دارد. برخلاف عنوان کوگو (امپراتریس‌های ژاپن)، که می‌تواند به ملکه همسر اشاره کند، «جوسی تننو» فقط به یک ملکه حاکم اشاره دارد. «تننو» (امپراتور ژاپن) همچنین ممکن است به یک ملکه حاکم اشاره داشته باشد.

## ریشه‌ها
قبل از امپراتور تنمو (اولین کسی که از عنوان «تننو» استفاده کرد) همه پادشاهان احتمالاً اوکیمی نامیده می‌شدند. از زمان سلطنت امپراتریس جیتو به بعد، زنان را «جوسی تننو» و مردان را «تننو» می‌نامیدند. این عنوان (بسیار شبیه معادل مردانه تننو «Tennō» به معنی وابسته به آسمان یا بهشت) برای تأکید بسیار بر قدرت و کنترل امپراتور و افزودن جنبه‌ای الهی به آن استفاده می‌شد. به‌طور غیررسمی، حاکمان زن معمولاً «تننو» نیز نامیده می‌شدند. به عنوان مثال، در بیشتر فهرست‌هایی که در فهرست امپراتوران ژاپن باقی می‌مانند، امپراتریس میشو به‌جای «میشو جوسی تننو» به‌عنوان «میشو تننو» شناخته می‌شود. «جوسی تننو» فقط برای تمایز بین پادشاهان مرد و زن استفاده می‌شود.